# 反乱
反乱・叛乱（はんらん、英語: rebellion、insurgency、uprising）とは、国家等の支配者に対して被支配層が個人で、もしくは徒党を組み、暴力的・破壊的・示威的行動によって何らかの不満を表明し、その不満の原因解決を迫り、あるいは被支配層みずからの手で不満の原因を解決しようとする行為である。
また、歴史の中でこの行為の際に陣営の旗が必ず掲げられており、この旗が「反旗」と呼ばれたことや、その旗が風になびいている様子から「反旗を翻す」という語が生まれたともされている。

## 概要
国家的規模でなくとも、軍隊の構成員や船の乗組員などが共謀して公然と上官等の権威に対抗する場合も反乱という。この場合の反乱には、英語では「mutiny」の語が充てられる。
なお、この語はあくまで反乱を「起こされる側」の表現であり、実際に「起こす側」が自ら反乱と言うことはなく「決起」などと呼ぶ。
漢字圏の歴史上の叛乱には「～の乱（らん）」とのみ呼ばれるものもあるが、「乱」に反乱の意味はなく、この場合の「乱」は単に「世が乱れること」を意味している。
フィクションにおいては人間同士にとどまらず、人間以外の動物などの人間と同等の意思や知性等を持たない生物や人工知能などの無生物が、人間に対して牙をむくような場合も反乱として扱われる。

## 最古の反乱
人類がいつどこで反乱という行為を最初に起こしたのかについては分かっていないが、文明を築き、集団生活の中に「社会」を構成し始めた4大文明の時代から近代まで、常に反乱は発生してきた。
シュメール王朝を吸収して北部メソポタミア地方に興ったアッカド帝国第2の王、リムシュが生きた紀元前2300年代にはすでに、旧シュメール王朝派の都市国家ウルの王、カクを中心にした勢力がリムシュに対して反乱を起こし「シュメールと激しく戦った。8742人の兵士を殺し都市を破壊し、城壁を崩した」と記録が残されている。
この反乱の原因が、旧シュメール王朝派によるクーデター的なものだったのか、帝国による旧シュメール王朝派への何らかの迫害の結果なのかは判明していないが、より詳しく歴史をつづるようになったその後の人類による反乱の記録を見てゆくと、反乱が発生した国家の支配層には、常に公的な部分に何らかの問題があることが読みとれる。

## 反乱の背景
問題とは時に被支配層へのある種の弾圧であったり、貧困が原因の食糧不足であったり、非政治的で、比較的原始的なものである。こうした一時的あるいは慢性的な問題を、被支配層が選挙やデモ、請願などの平和的主張によって訴えることができ、支配者がその訴えを受け止める国家ならば、反乱は発生しづらい。あるいは、支配者が有能であり、被支配層の生活を考慮して善政を行う場合も、反乱が起きる可能性は低いと言える。
逆に、被支配層から支配者への訴えを権利として認めない国家、訴えを弾圧する国家、あるいは平和的手段によって訴える事はできるが、支配者が常にそれを黙殺するような状態の国家、深刻すぎて平和的に訴える次元を過ぎたような問題のある国家では、反乱の可能性は高まる。
歴史的に、選挙・請願・デモなどの平和的主張が被支配層の「権利」として認められるのは、民主政が定着し始めた19世紀から20世紀を待たねばならず、それ以前の帝政・王政が主流の世界では、被支配層には支配者を批判したり、不満を表明する手段がなく、またその権利を自覚していなかったため、幸運が有能な支配者をもたらさない限り、被支配層は支配者に対する不満を蓄積し続け、結果として反乱を起こす可能性が非常に高い時代だったと言えるだろう。
「反乱」と類義・近似の言葉は、日本語にも英語にも数多くあるので「反乱とは何か」を考えるとき、その境界を見つけるのが多少難しい。英語では、反乱を大きく rebellion とし、民衆が非武装なら nonviolent resistance（市民的不服従）、武装していれば uprising と呼ぶ。

## 反乱とリーダー
反乱にはときに、現状を正さねばならないという主張があり、行動力またはカリスマ性のあるリーダーが現れ、被支配層を統率して進行する場合がある。リーダーは反乱の象徴であり、中心であるため、リーダーが倒れると同時に、その反乱は失速し、終息に向かう場合がある。
19世紀後半から20世紀前半にかけ、アジア・アフリカ地域の民族主義が高まってゆく中で、欧米による植民地支配に対抗して起きた独立運動の盛り上がりの中には、インドのマハトマ・ガンディーなどのような歴史上特筆されるリーダーは少ないが、反乱によって圧制者の手から国家の独立を勝ち取らねばならない場合には、1人のリーダーよりも「民族の誇り」が、大衆全体をより強く動かしうる。
当事者の支配層から見れば、規模の大小や、そこにどのような大義があるかは関係なく、それまで下に見ていた者が上に向かって弓を引く行為はすべて反乱としか見えない。イギリス側がインドの独立運動を「インド大反乱」と呼び、インド側は「第一次インド独立戦争」と呼ぶのは非常に象徴的である。

## 主な反乱一覧
戦争一覧、内戦一覧および独立戦争一覧も参照。
複数年にわたる反乱は、蜂起した年のみ挙げる。
- 紀元前685年 第二次メッセニア戦争（古代ギリシア）
- 紀元前498年 イオニアの反乱（古代ギリシア）
- 紀元前209年 陳勝・呉広の乱（秦）
- 紀元前181年 第一次ケルティベリア戦争（古代ローマ）
- 紀元前167年 マカバイ戦争（イスラエル）
- 紀元前154年 呉楚七国の乱（前漢）
- 紀元前135年 第一次奴隷戦争（古代ローマ）
- 紀元前104年 第二次奴隷戦争（古代ローマ）
- 紀元前73年 第三次奴隷戦争（古代ローマ）
- 60年 ワトリング街道の戦い（古代ローマ）
- 66年 ユダヤ戦争（古代ローマ）
- 83年または84年 グラウピウス山の戦い（古代ローマ）
- 184年 黄巾の乱（後漢）
- 291年 八王の乱（晋）
- 532年 ニカの乱（東ローマ帝国）
- 756年 安史の乱（唐）
- 780年 宝亀の乱（日本）
- 874年 黄巣の乱（唐）
- 878年 元慶の乱（日本）
- 1120年 方臘の乱（北宋）
- 1266年 カイドゥの乱（モンゴル帝国）
- 1296年 スコットランド独立戦争（スコットランド）
- 1335年 中先代の乱（日本）
- 1351年 紅巾の乱（元）
- 1358年 ジャックリーの乱（フランス）
- 1378年 チョンピの乱（イタリア）
- 1381年 ワット・タイラーの乱（イングランド）
- 1467年 李施愛の乱（李氏朝鮮）
- 1506年 中宗反正（李氏朝鮮）
- 1520年 コムネロスの反乱（スペイン）
- 1524年 ドイツ農民戦争（ドイツ）
- 1537年 鶏戦争（ポーランド）
- 1562年 ユグノー戦争（フランス）
- 1575年 グダニスクの反乱（ポーランド）
- 1606年 ゼブジドフスキの反乱（ポーランド）
- 1631年 李自成の乱（明）
- 1637年 島原の乱 （日本）
- 1837年 大塩平八郎の乱
- 1648年 フロンドの乱（フランス）
- 1648年 フメリニツキーの乱（ポーランド）
- 1665年 ルボミルスキの反乱（ポーランド）
- 1667年 ステンカ・ラージンの乱（ロシア）
- 1673年 三藩の乱（清国）
- 1676年 ベイコンの反乱（イギリス領アメリカ植民地）
- 1773年 プガチョフの乱（ロシア）
- 1789年 バウンティ号の反乱（イギリス）
- 1793年 ヴァンデの反乱（フランス）
- 1793年 リヨンの反乱（フランス）
- 1794年 コシチュシコ蜂起（リトアニア）
- 1796年 白蓮教徒の乱（清）
- 1797年 スピットヘッドとノアの反乱（イギリス）
- 1825年 デカブリストの乱（ロシア）
- 1850年 太平天国の乱（清）
- 1857年 インド大反乱（インド）
- 1874年 士族反乱（日本）
- 1878年 竹橋事件（日本）
- 1888年 アブシリの反乱（タンザニア）
- 1900年 義和団の乱（清）
- 1905年 マジ・マジ反乱（タンザニア）
- 1914年 マリッツ反乱（南アフリカ）
- 1916年 イースター蜂起（アイルランド）
- 1917年 ポルボートク衆の叛乱（ウクライナ）
- 1918年 米騒動（日本）
- 1918年 キエフ1月蜂起（ウクライナ）
- 1932年 五・一五事件（日本）
- 1936年 二・二六事件（日本）
- 1943年 サレルノの反乱（イタリア）
- 1945年 宮城事件（日本）
- 1945年 松江騒擾事件（日本）
- 1952年 マウマウ団の乱（ケニア）
- 1954年 カム反乱（中華人民共和国チベット自治区）
- 1973年 1973年アフガニスタンのクーデター（アフガニスタン王国）
- 1994年 サパティスタの反乱（メキシコ)
- 2023年ワグネルの反乱 (ロシア)